# Beltmann
Beltmann — торговая марка фортепиано, выпускаемая азербайджанской компанией «Gilan Piano» в Габале с 2010 года.
Торговая марка фортепиано Beltmann Pianos была впервые зарегистрирована в OHIM (Office for Harmonization in the International Market) в феврале 2010 года.